# Луцики
Лу́цики — село в Україні, у Львівському районі Львівської області. Населення становить 67 осіб. Орган місцевого самоврядування - Рава-Руська міська рада.

## Історія
До середини XIX ст. Луцики входили до складу Старого Села, що було присілком села Кам'янки-Волоської. Після 1940 року утворено окреме село.